# Cannomois scirpoides
Cannomois scirpoides är en gräsväxtart som först beskrevs av Carl Sigismund Kunth, och fick sitt nu gällande namn av Ferdinand von Hochstetter. Cannomois scirpoides ingår i släktet Cannomois och familjen Restionaceae. Inga underarter finns listade i Catalogue of Life.
Cannomois scirpoides är endemisk art i Sydafrika, den finns både i Östra och Västra Kapprovinsen och bedöms vara "Livskraftig" enligt IUCN